# Пайсел, Бретт
Бретт Па́йсел (англ. Brett Paesel; род. 1960 или 1961) — американская актриса

, писательница и телепродюсер.

## Биография и карьера
Бретт Пайсел родилась в 1960 или 1961 году. Будучи американкой, она росла в Германии, где училась в Средней школе Кайзерслаутерна, и Великобритании. Она окончила Индианский университет, после чего переехала на постоянное жительство в США, где жила в Нью-Йорке, Чикаго, Сан-Франциско и Лос-Анджелесе.
После переезда в США, Пайсел начала появляться в театральных постановках и сниматься на телевидении. Она играла в пьесе «Лучшие девушки» (1998), а также исполнила различные роли в скетч-комедии «Мистер Шоу с Бобом и Дэвидом» (1996—1998) и роль Риты Холт в сериале Amazon Studios «Очевидное» (2014—2017). Она также писала рассказы для журналов, а в 2006 году выпустила книгу «Мамочки, которые пьют: секс, наркотики и другие далёкие воспоминания обычной мамы». Она сотрудничает с The New York Times, а также продюсирует телесериалы.
С 1991 года Пайсел замужем за актёром Пэтом Тауном. Её первая беременность, когда ей было 38 лет, окончилась выкидышем. В 2000-х годах у неё родилось два сына с разницей в четыре года — Спенсер Таун и Мёрфи Таун.

## Фильмография
| Год       |     | Русское название                                            | Оригинальное название                                | Роль                                 |
| --------- | --- | ----------------------------------------------------------- | ---------------------------------------------------- | ------------------------------------ |
| 1996—1998 | с   | Мистер Шоу с Бобом и Дэвидом                                | Mr. Show with Bob and David                          | разные роли                          |
| 1998      | кор | Выиграть свидание                                           | Win a Date                                           | мама                                 |
| 1998      | ф   | Тонкая розовая линия                                        | The Thin Pink Line                                   | Карен Хилл                           |
| 1998      | кор | Мистер Шоу и невероятный, фантастический новостной репортаж | Mr. Show and the Incredible, Fantastical News Report | разные роли                          |
| 1999      | ф   | Не могу перестать танцевать                                 | Can't Stop Dancing                                   | Шила                                 |
| 1999      | кор | По-прежнему бегу                                            | Running Still                                        | Шила Нортон                          |
| 2000      | кор | Раскрась меня, гей                                          | Color Me Gay                                         | кормящая мать-сепаратистка-лесбиянка |
| 2001      | с   | Умерь свой энтузиазм                                        | Curb Your Enthusiasm                                 | Джилл                                |
| 2002      | ф   | Беги, Ронни, беги!                                          | Run Ronnie Run!                                      | Нэнси из рекламного ролика           |
| 2002      | с   | Девочки Гилмор                                              | Gilmore Girls                                        | Мэри                                 |
| 2002—2005 | с   | Клиент всегда мёртв                                         | Six Feet Under                                       | Доминик                              |
| 2003      | ф   | Мелвин идёт на обед                                         | Melvin Goes to Dinner                                | статистка                            |
| 2003      | ф   | Задний поворот                                              | Back Spot Turn                                       | Алекс Старбак                        |
| 2009      | кор | Ужин с Рафаэлем                                             | Dinner with Raphael                                  | миссис Зигфрид                       |
| 2014      | с   | Где медведи?                                                | Where the Bears Are                                  | Эшли                                 |
| 2014—2017 | с   | Очевидное                                                   | Transparent                                          | Рита Холт                            |
| 2015      | с   | С Бобом и Дэвидом                                           | W/ Bob & David                                       | жена Джоны / Мисси Тэвис             |
| 2017      | ф   | День любимой                                                | Girlfriend's Day                                     | миссис Ким                           |
| 2023      | кор | Большой мальчик                                             | Big Boy                                              | мадам Клэр                           |

### Продюсер
| Год       | Название     | Оригинальное название | Примечание                                    |
| --------- | ------------ | --------------------- | --------------------------------------------- |
| 2016—2017 | Я люблю Дика | I Love Dick           | ассоциированный продюсер продюсер-консультант |
| 2017      | Очевидное    | Transparent           | продюсер-консультант                          |